# Bjørn Myrbakken
Bjørn Myrbakken (Orkdal, 15 agosto 1972) è un ex saltatore con gli sci norvegese.

## Biografia
Nato a Fannrem di Orkdal, in Coppa del Mondo esordì il 13 marzo 1991 a Trondheim (67°) e ottenne il primo podio il 20 dicembre 1992 a Sapporo (3°).
In carriera prese parte a un'edizione dei Giochi olimpici invernali, Lillehammer 1994 (39° nel trampolino normale), e a una dei Campionati mondiali, vincendo una medaglia.

## Palmarès

### Mondiali
- 1 medaglia:
  - 1 oro (gara a squadre a Falun 1993)

### Coppa del Mondo
- Miglior piazzamento in classifica generale: 10º nel 1993
- 4 podi (2 individuali, 2 a squadre):
  - 1 secondo posto (a squadre)
  - 3 terzi posti (2 individuali, 1 a squadre)